# Barbus baudoni
Barbus baudoni är en fiskart som beskrevs av Boulenger, 1918. Barbus baudoni ingår i släktet Barbus och familjen karpfiskar. IUCN kategoriserar arten globalt som livskraftig. Inga underarter finns listade.